# Supercoppa portoghese 2019 (pallavolo femminile)
La Supercoppa portoghese 2019 si è svolta il 5 ottobre 2019: al torneo hanno partecipato due squadre di club portoghesi e la vittoria finale è andata per la prima volta al Porto.

## Regolamento
Le squadre hanno disputato una gara unica.

## Squadre partecipanti
| Squadra | Qualificazione                         |
| ------- | -------------------------------------- |
| Leixões | Vincitrice Primeira Divisão 2018-19    |
| Porto   | Vincitrice Coppa di Portogallo 2018-19 |

## Torneo
| 5 ottobre 2019 Pavilhão Gimnodesportivo de Vila Flor, Vila Flor Durata: 2h:03 - Spettatori: ? | Leixões | 2 - 3 | Porto | 29-27, 25-23, 17-25, 16-25, 6-15 |